# Арамисов, Ахмед Камбулатович
Ахмед Камбулатович Арамисов (кабард.-черк. Ӏэрэмысэ Къамболэт и къуэ Ахьмэд, 3 январь 1933, Аргудан, Северо-Кавказский край — 22 июня 1983) — механизатор, Герой Социалистического Труда (1973), заслуженный кукурузовод КБАССР (1964).

## Биография
Звеньевой механизированного звена колхоза им. Ленина (с. Аргудан). Избирался депутатом Совета Национальностей Верховного Совета СССР 10-го созыва от Урванского избирательного округа Кабардино-Балкарской АССР.
Умер 22 июня 1983 года.

## Награды
- Орден Трудового Красного Знамени (1966).
- Медаль «За трудовое отличие» (1969).
- Орден Ленина за выращивание высоких урожаев кукурузы (апрель 1971).
- Герой Социалистического Труда с вручением ордена Ленина и Золотой медали «Серп и Молот» (7 декабря 1973) — за большие успехи, достигнутые во Всесоюзном социалистическом соревновании и проявленную трудовую доблесть в выполнении принятых обязательств по увеличению производства и продажи государству зерна и других продуктов земледелия.

## Память
Имя Арамисова носит улица в его родном селе Аргудан, КБР.